# Улица Громова (Санкт-Петербург)
Улица Гро́мова — улица в Красногвардейском районе Санкт-Петербурга. Проходит от Таллинской и до Гранитной улицы рядом с Заневским парком.

## История

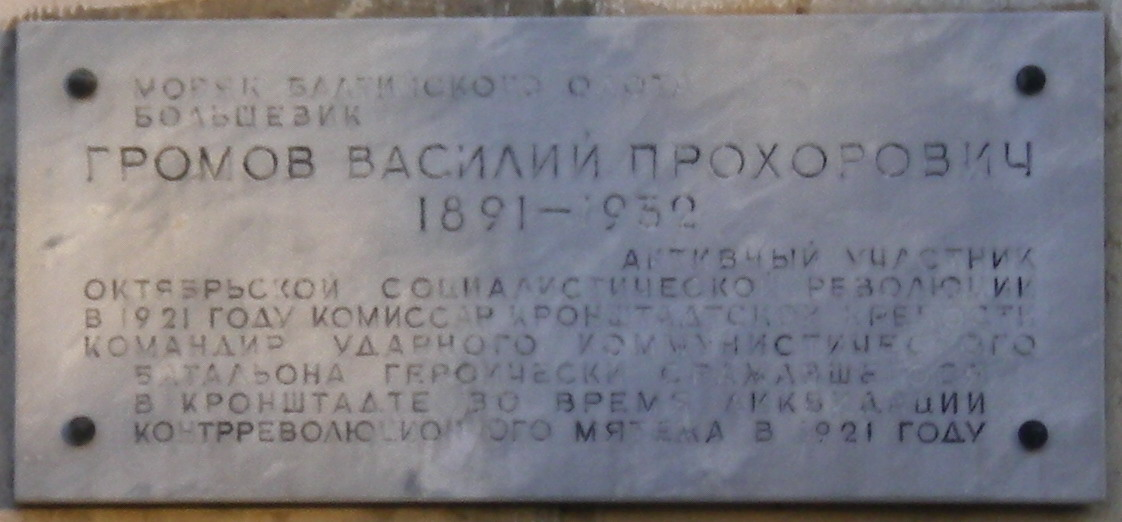
Мемориальная доска

Изначально улица называлась Перовским проспектом (название известно с 1904 года). Но через два года улица называлась Петровским проспектом, который шёл от Малоохтинского проспекта примерно до нынешней Рижской улицы. В 1914 году её продлили за железнодорожную линию до берега Невы. Таким образом улица стала идти полукругом, начинаясь и заканчиваясь у Невы, «радиусом» до современного дома 12 по улице Громова.
Современное название присвоено 23 июля 1939 года в честь Василия Прохоровича Громова — активного участника Октябрьской революции. В 1950—1960-х годах улица была спрямлена и проложена между Таллинской и Гранитной улицами. В 1962 году проспект получил статус улицы.
После 1989 года прямую часть улицы между Рижской и Гранитной улицами сделали пешеходной, а трассировка улицы сместилась во двор между домами 6 и 10. После реконструкции дворовой территории в 2010 году сквозной проезд во дворе ликвидирован, вместо улицы там создана детская площадка. Таким образом улица приобрела современные границы до Рижской улицы, а далее, до Гранитной улицы — только нумерация домов.

## Пересечения
- Таллинская улица
- Рижская улица

## Транспорт
Ближайшая станция метро — «Новочеркасская».
Рядом находится кольцо троллейбусов № 7, 18.